# Wisby Strand
Wisby Strand Congress & Event Gotland är en konferensanläggning i Visby på Gotland. Anläggningen drivs av NT Management. Den 23 maj 2003 beslutade kommunfullmäktige att uppföra en kongresshall i kvarteret Kasernen i Visby. Kongresshallen, som fick namnet Wisby Strand Congress & Event Gotland, invigdes den 14 april 2007 och kom att kosta 188,6 miljoner kronor vilket var 52 miljoner mer än beräknat. Kongresshallen ligger mellan Almedalsbiblioteket, Almedalen, Campus Gotland och södra delen av Strandpromenaden.
Här hålls bland annat aktiviteter under Almedalsveckan.
I romanen ”Den mörka ängeln” av Mari Jungstedt mördas festarrangören under invigningfesten.